# El Golf (estación)
El Golf es una estación ferroviaria que forma parte de la Línea 1 de la red del Metro de Santiago de Chile. Se encuentra subterránea, en la avenida Apoquindo a la altura del 3200, entre las estaciones Tobalaba y Alcántara, en la comuna de Las Condes. Posee un Bibliometro, el cual fue trasladado por falta de espacio desde la estación Tobalaba, y se ubica sobre el andén, al lado de la boletería. La estación posee una afluencia diaria promedio de 18 541 pasajeros.
Tiene dos accesos: uno en la acera norte de Apoquindo esquina con El Regidor, a pasos del Centro Cívico de Las Condes, y otro en la sur, esquina con San Crescente.

## Características y entorno

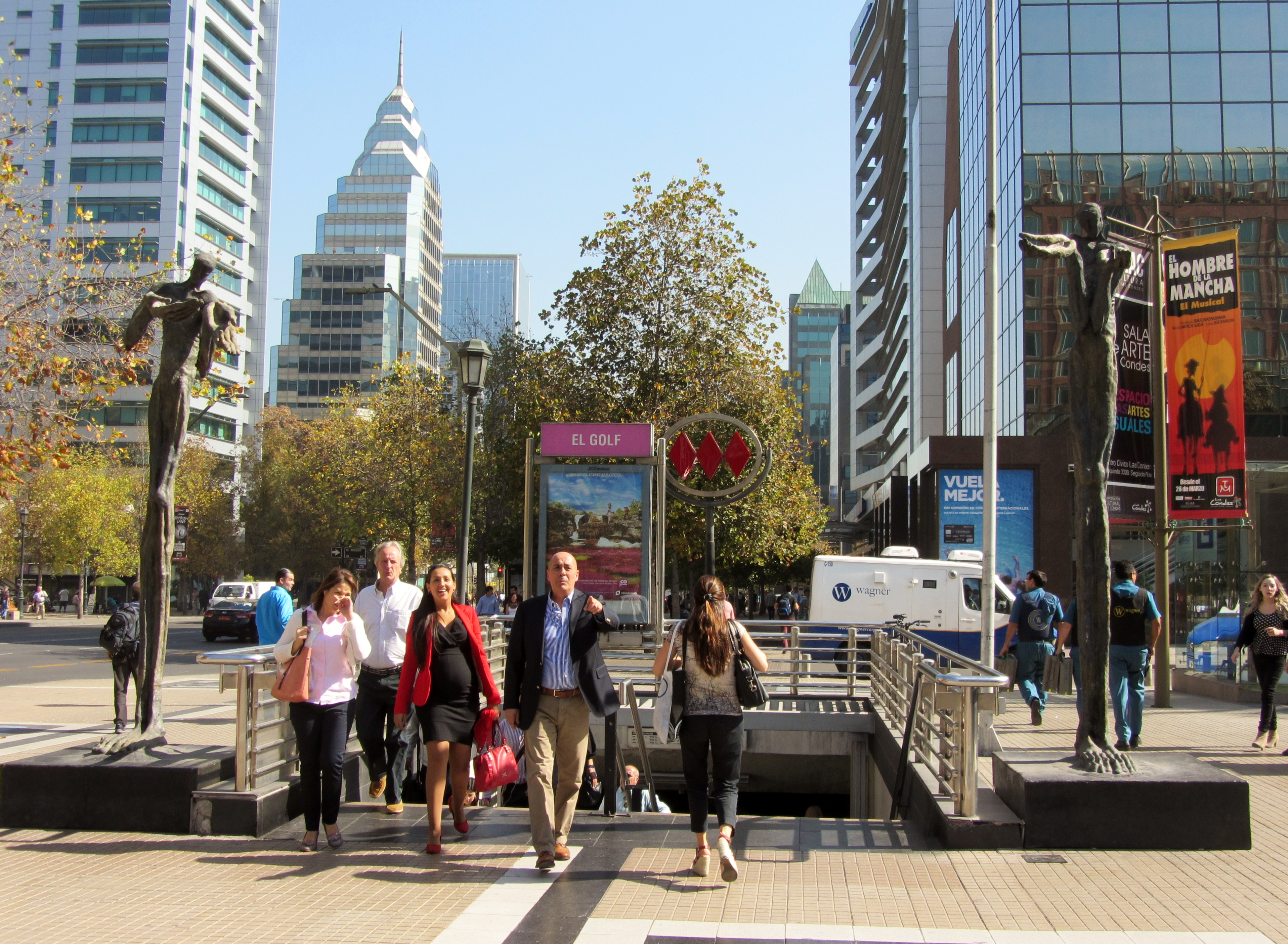
Acceso norte, flanqueado por las esculturas de Landerretche.

Inaugurada en 1980, se ubica en el barrio El Golf, que surgió en los años 1940 como uno de los más exclusivos de la capital chilena. En el pasado presentaba un flujo escaso de pasajeros, sin embargo la construcción de edificios de oficinas, en este otrora sector residencial, la ha convertido en el centro de la comuna de Las Condes, con una concentración de restaurantes de alto nivel, hoteles y oficinas.
El interior de la estación está decorado con pinturas de Rodolfo Opazo, 260 metros cuadrados titulados Imágenes de barrio, en los que "refleja refleja la transformación social y económica del barrio El Golf, cuya arquitectura cobija el surgimiento del nuevo centro financiero del país".
En el entorno inmediato de la estación se encuentra el Centro Cívico de Las Condes, con su Teatro Municipal y Sala de Arte, el edificio consistorial de la Municipalidad, el Hotel Ritz Carlton, las oficinas centrales de Metrogás y las embajadas de Arabia Saudita (El Alcalde 15, a un costado del Centro Cívico), Francia y Siria (Carmencita 69, a tres cuadras de distancia, y 111, a cuatro, respectivamente).
Junto a las escaleras de su acceso norte, hay dos grandes esculturas de Pilar Landerretche, relacionadas con el dar y el recibir. Detrás de Centro Cívico comienza el Paseo de las Esculturas La Pastora, con diez obras de connotados escultores nacionales; termina en la avenida Isidora Goyenechea, famosa por sus restoranes y sus bancas pintadas por artistas.

### Accesos
| Acceso | Intersección                    |
| ------ | ------------------------------- |
| A      | Av. Apoquindo con El Regidor    |
| B      | Av. Apoquindo con San Crescente |

## MetroArte

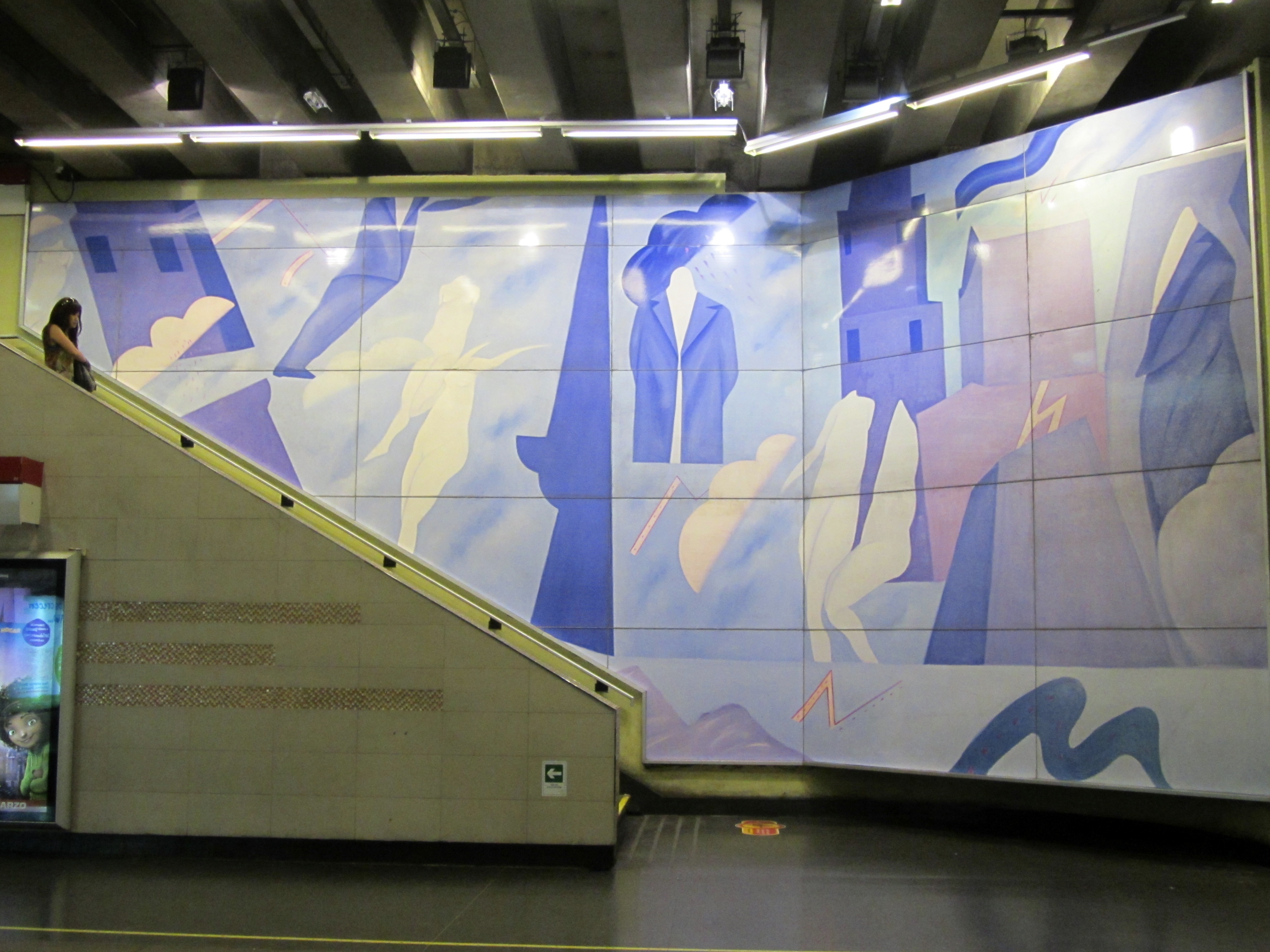
Fragmento de Imágenes de Barrio.

En el interior de la estación se encuentra el mural Imágenes de Barrio, trabajo realizado por Rodolfo Opazo. En los muros se pueden visualizar figuras humanas representadas como fantasmas, los cuales, según el autor, personifican las angustias que pasan los artistas. El mural se instaló en 2005 y tiene una superficie de 170 m2. Todos los murales fueron reproducidos de forma digital a partir de lienzos originales que eran mucho más pequeños en comparación con los muros de la estación.

## Origen etimológico
Su nombre lo debe al hecho que en esta zona se encuentra el Club de Golf Los Leones, uno de los más elitistas de Chile. Este campo se trasladó unas cuadras hacia el norte para dar espacio a la construcción de edificios y viviendas en este barrio.

## Galería

Antiguo símbolo con que se identificó a la estación.
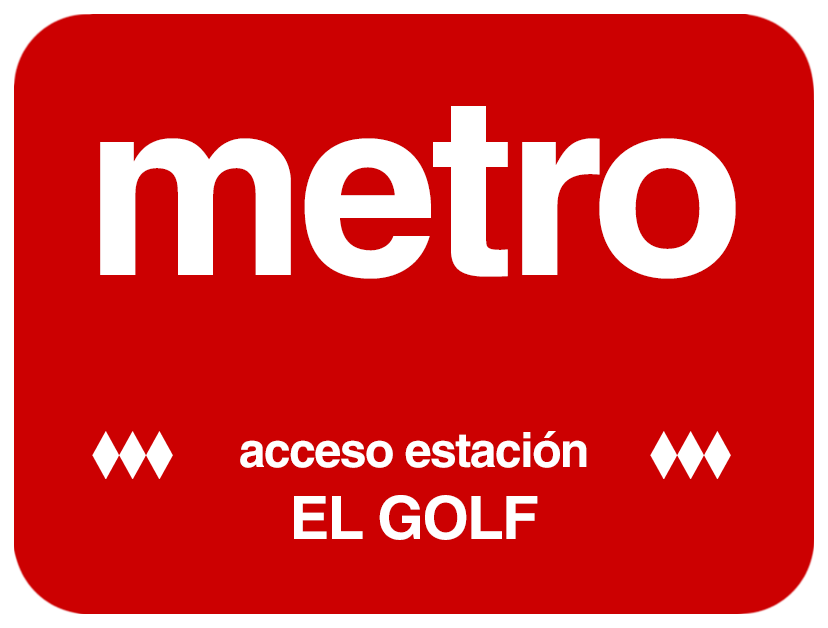
Letrero utilizado en los accesos a la estación hasta 1997.
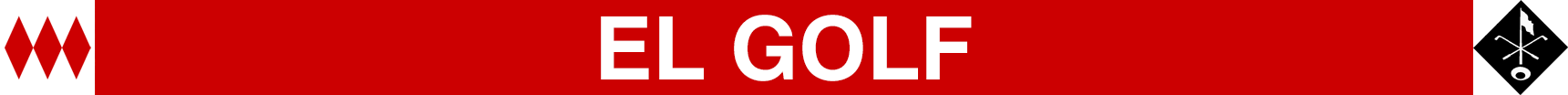
Cenefa antigua utilizada en los andenes.
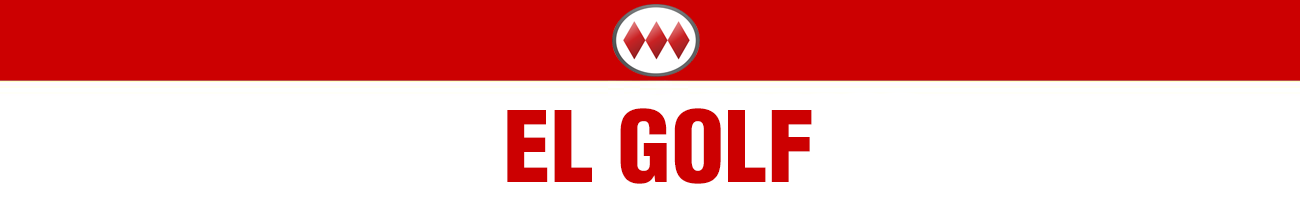
Cenefa utilizada actualmente en los andenes de la Línea 1.
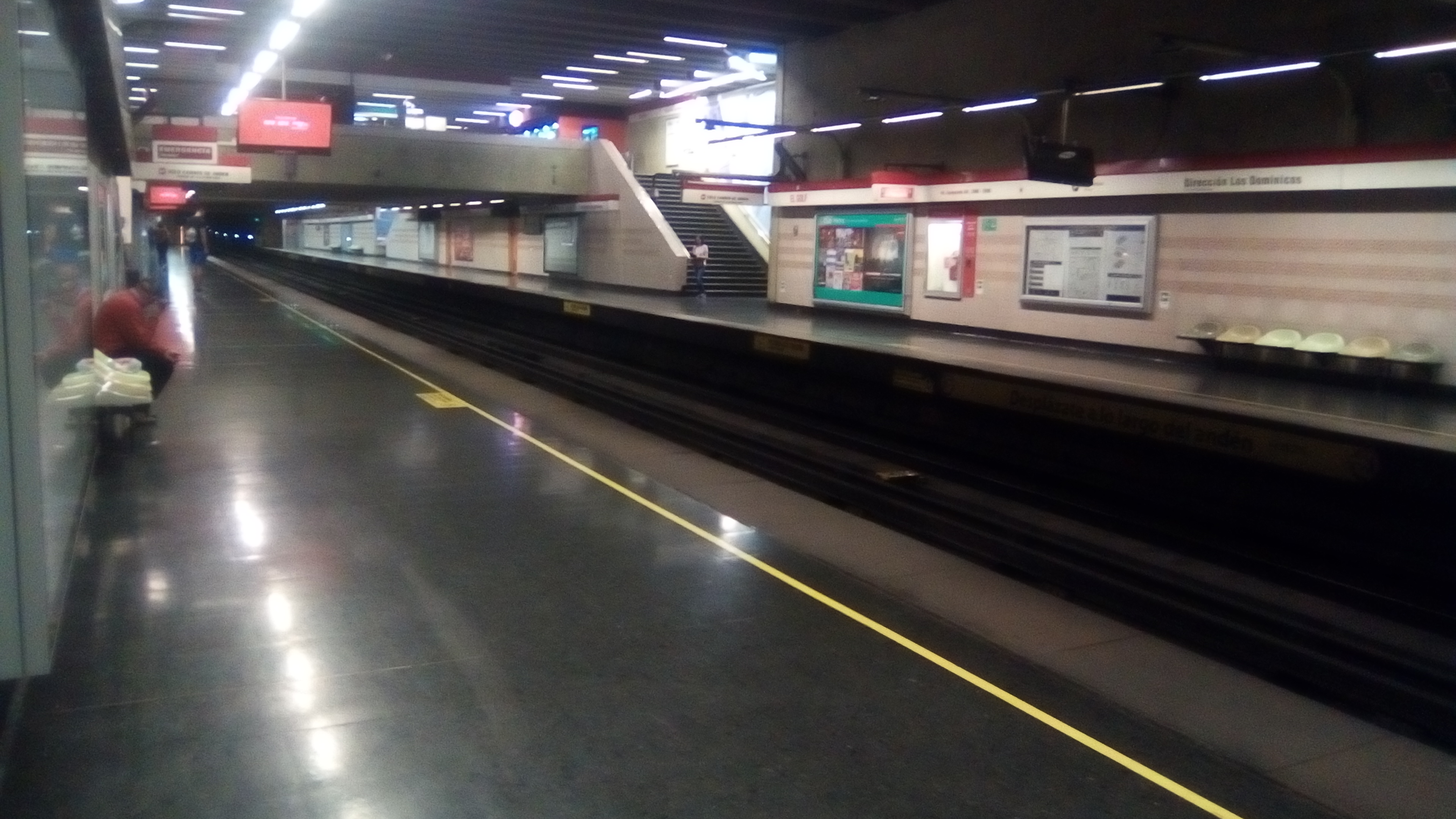
Andenes de la estación.
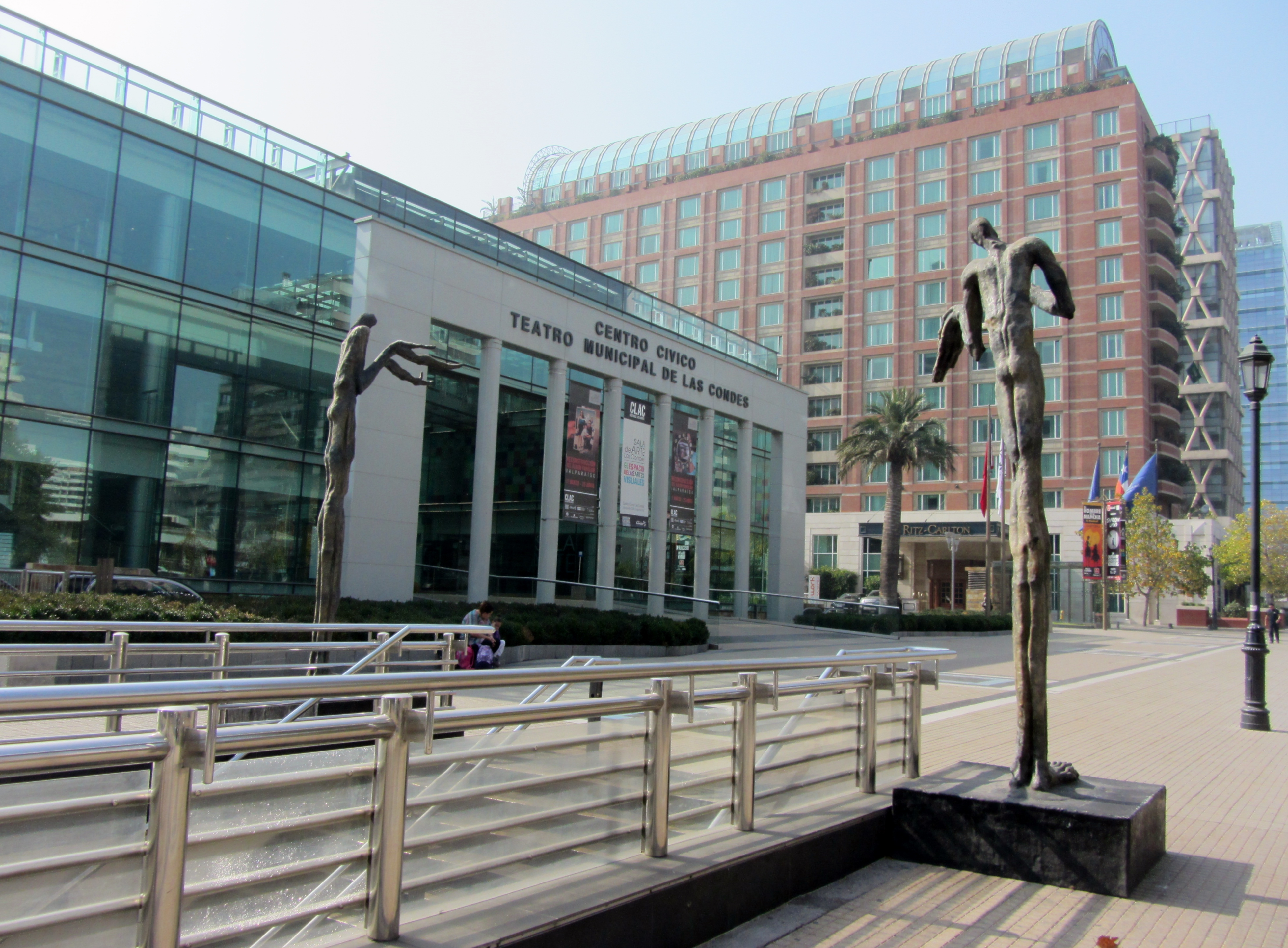
Acceso de El Regidor.

## Conexión con Red Metropolitana de Movilidad
A diferencia de la mayoría de las estaciones, en esta estación los paraderos aledaños no tienen una denominación especial, habiendo en total 2 paraderos, los cuales corresponden a: 
| Paradero                                         | Recorridos |
| ------------------------------------------------ | --- |
| Parada / Municipalidad de Las Condes (PC157)     | 401 (Las Condes) - 406 (Cantagallo) - 407 (Las Condes) - 421 (San Carlos de Apoquindo) - 426 (La Dehesa) - 430 (La Dehesa) |
| Avenida Apoquindo esq. / A. Leguía Norte (PC185) | 401 (Maipú) - 406 (Pudahuel) - 407 (Enea) - 421 (Maipú) - 426 (Pudahuel) - 430 (Quilicura)                                 |